# Tamásfalva (Neamț megye)
Tamásfalva (románul: Tămășeni) község Románia keleti részén, azon belül a moldvai Neamț megyében.

## Fekvése
Románvásártól északkeletre fekvő település.

## Története
Tamásfalva nevét 1449-ben említette először oklevél, ekkor Mihu Logofat birtokaként említették.
A 16. században Péter vajda a galaci görögkeleti monostornak adta, majd a 17. században Vazul vajda a Jászvásári alapítványi iskolának adta.
A 17. század végére a falu elnéptelenedett, lakói elpusztultak vagy elmenekültek.
A 19. században nagyszámú betelepülés történt a faluba. A század közepén a galaci görögkeleti monostor birtokai közé tartozott. Jernei János a moldvai csángóknál járva tapasztalta, hogy az idősebb tamásfalvai lakosok ekkor még magyarul is beszéltek.
1890-ben 1060, 1912-ben 1495 lakosa volt, 1930-ban 1628 lakosából 638 magyar nemzetiségű lakosa volt, melyből 290 beszélt még magyarul.[forrás?]

## Nevezetességek
1643-ban épült római katolikus fatemplomát Szűz Mária tiszteletére szentelték fel, 1850-ben új templomuk épült a régi templom helyett, majd 1956-1960 között épült fel mai templomuk. Anyakönyvet 1763-tól vezetnek.